# داگنی (فیلم)
داگنی (نروژی: Dagny) یک فیلم درام تاریخی نروژی-لهستانی است که در سال ۱۹۷۷ منتشر شد.

## گزیدهٔ بازیگران
- لیزه فیلستاد در نقش داگنی یوئل-پشیبیشفسکا
- دانیل اولبریخسکی در نقش استانیسواف پشیبیشفسکی
- پر اسکارشون در نقش آوگوست استریندبری
- نیلس اوله اوفته‌برو در نقش ادوارد مونک
- اولگیرد ووکاشویچ در نقش ووادیسواف امریک
- یژی بینچیتسکی در نقش یان کساپروویچ
- زبیگنیف لِـشِنی
- الکساندر بدناش